# سلوى النعيمي
سلوى النعيمي (بالفرنسية: Salwa Al Neimi)‏هي شاعرة وكاتبة سورية ولدت في دمشق. درست سلوى النعيمي الأدب العربي في موطنها سوريا قبل أن تنتقل إلى باريس في السبعينيات لمتابعة دراستها في الفلسفة والسينما والمسرح في جامعة السوربون. أصدرت أربع مجموعات شعرية، ومجموعة قصصية، وروايتين.
1. ↑  "معلومات عن سلوى النعيمي على موقع britannica.com". britannica.com. مؤرشف من الأصل في 2018-10-21.

.

## حياتها
في عام 1980، نشرت سلوى مجموعتها الشعرية الأولى. عملت منذ عام 1981 كصحفية في المجلات والصحف العربية. أصدرت مجموعة قصصية عام 1994 ومجموعتين شعريتين عامي 1996 و1999. عملت في قسم الصحافة التابع لمعهد العالم العربي في باريس، وتدرجت إلى أن صارت مسؤولة العلاقات مع الصحافة بالمعهد.

## أعمالها
صدر لسلوى النعيمي مجموعات شعرية منها:
1- متوازيات
2- غواية موتي
3- ذهب الذين أحبهم
4- أجدادي القتلة
5- إنا أعطيناك
ولها مجموعة قصصية بعنوان:
1- كتاب الأسرار
ومجموعة مقابلات صحافية جمعتها الشاعرة في:
1- كتاب "شاركت في الخديعة"
وروايتين، هما:
1- رواية "برهان العسل" التي ترجمت إلى عشرين لغة وحازت على انتشار عالمي.
2- رواية "شبه الجزيرة العربية"
أثارت الشاعرة جدلًا مع صدور روايتها "برهان العسل"، وتم حظر رواية النعيمي في سورية، وخضعت للرقابة في معظم الدول العربية، باستثناء دول شمال إفريقيا العربية - مثل المغرب والجزائر وتونس - ولبنان. ففي الأردن، على سبيل المثال، لا يمكنك العثور على الكتاب إلا في أكشاك الباعة المتجولين. تمت ترجمة "برهان العسل" إلى 20 لغة، وتجاوزت مبيعاتها مئة ألف نسخة في إيطاليا.
لم تكن "برهان العسل" سوى محاولة من الأديبة للتنقيب في أعماق الأدب العربي، لإحياء لغة الجنس المنسية، فكانت أكثر بكثير من مجرد رواية مثيرة، فهي رحلة مدهشة ومضيئة في تاريخ الأدب العربي، ومستوحاة من ألف ليلة وليلة.